# فرملة الطوارئ المساعدة

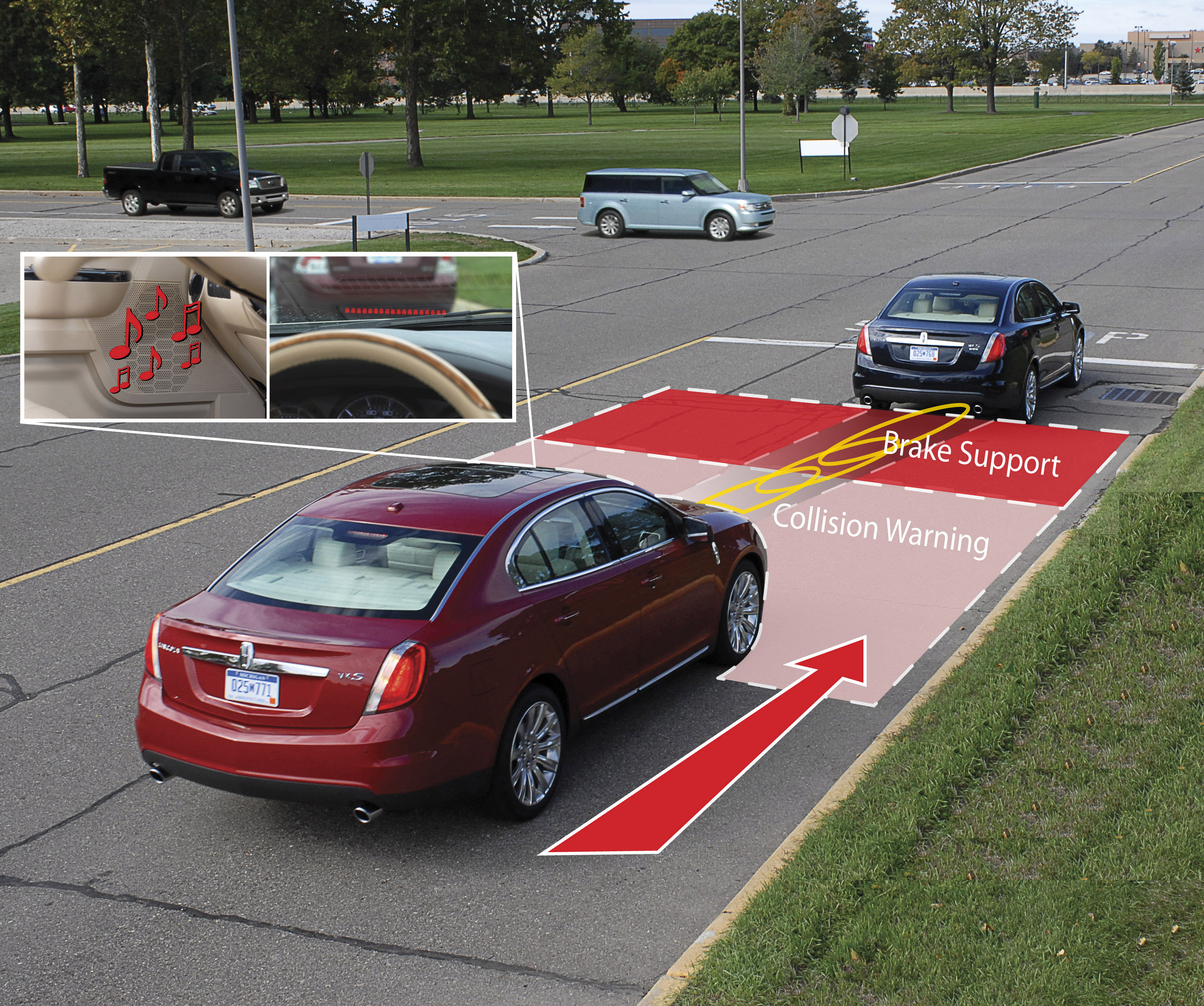

نظام فرملة الطوارئ المساعدة هو نظام آلي لضبط المكابح (الفرامل) وذلك بزيادة الضغط عليها آليا عند حدوث مشكلة قد تؤدي إلى وقوع حادث. النظام ابتكر من قبل Daimler-Benz و TRW/LucasVarity باسم BAS اختصارا لجملة (Brake Assist System)، ويعد Daimler-Benz أحد ملاك شركة مرسيدس بنز أما شركة TRW/LucasVarity فهي شركة بريطانية لصنع قطع السيارات.
وتم عمل البحوث والتجارب عليه في محاكيات لميرسدس بنز في برلين سنة 1992، وفي سنة 1996 تم تطبيق هذا النظام على أغلب شاحنات مرسيدس. وفي سنة 1998 كانت مرسيدس أول شركة تضع هذا النظام كمواصفة قياسية في جميع فئاتها.
وقد كان هذا النظام فقط يظهر تحذيرات.. ويجهز لك جميع المكابح بدون التوقف التلقائي، فعندما تضغط المكابح يتم ضغطه بكآمل قوته أوتوماتيكيا. وقد تم استخدام هذا النظام من قبل شركة فولفو أيضا بدون أي تطوير.
وقد تم تطويره من قبل شركة فولفو.. باسم CWAB اختصارا لجملة (Collision Warning with Auto Brake) والتي تعني (تحذير التصادم مع الفرملة الآلية). وتم الكشف عنه ووضعه في بعض الفئات في عام 2006، وتم إضافة الكاميرا في عام 2007 ليكون النظام أذكى وأقل أخطاء. ونظام فولفو يستخدم الرادار والكاميرا ليتوقع حدوث الحآدث، ثم يجهز لك المكابح وفي حال ضغطك عليها يتم ضغط المكابح بأقصى قوتها أوتوماتيكياً، كما يتم تشغيل إضاءات الخطر مع ظهور أصوات تحذيرية.